# Iñaki Urdangarin
Iñaki Urdangarin y Liebaert (født 15. januar 1968) er en spansk tidligere håndboldspiller og nuværende forretningsmand, der er dømt for skattesvindel via velgørenhedsfonden Nóos, som han er leder af. Urdangarin blev i februar 2017 idømt en fængselsstraf på seks år og tre måneder samt en bøde på € 512.000. Hans hustru, prinsesse Cristina, var ligeledes anklaget, men blev ikke kendt skyldig.

## Sportskarriere
Urdangarin blev som attenårig professionel håndboldspiller i FC Barcelona, og han spillede i denne klub, til han afsluttede sin aktive karriere i 2000. Han var endvidere landsholdsspiller og deltog i den forbindelse i OL 1992, 1996 og 2000, de to sidste gange som anfører. Holdet vandt bronze i 1996 og 2000.
Han blev medlem af den spanske olympiske komité i 2001 og blev næstformand i 2004.

## Personlige forhold
Urdangarin blev gift med prinsesse Cristina i 1997, og parret har fire børn. De boede i mange år i Barcelona med en afstikker til Washington D.C. (2009-11). I 2013, hvor Urdangarin blev retsforfulgt, flyttede Cristina med børnene til Geneve, og Urdangarin har også i en periode boet der.